# MRS-Agar

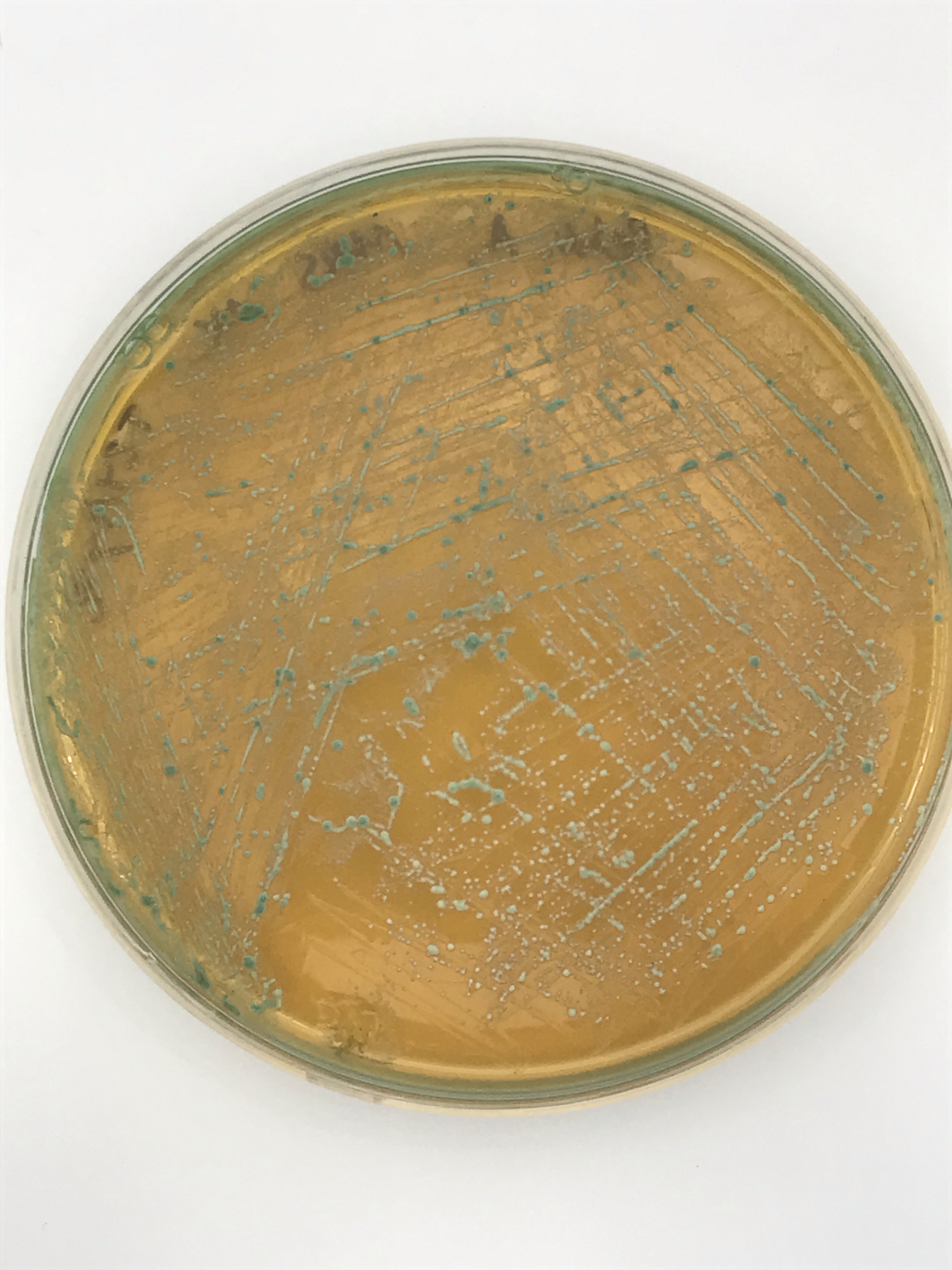
Pediococcus-acidilactici-Kolonien auf MRS-Agar

MRS-Agar wurde von J. C. de Man, Morrison Rogosa und Margaret Elisabeth Sharpe um 1960 entwickelt, um alle Stämme von Lactobacilli zu kultivieren, insbesondere die anspruchsvollen, langsamer wachsenden Typen wie L. brevis und L. fermenti. Der pH-Wert beträgt 6,2 ± 0,2.
Ungefähre Bestandteile in g/l:
- Pepton 10,0
- Hefeextrakt 4,0
- Polysorbat 80 (Tween 80) 1,0
- Natriumacetat 5,0
- Magnesiumsulfat 0,2
- Rindfleischextrakt 8,0
- Glukose 20,0
- Dikaliumphosphat 2,0
- Ammoniumcitrat 2,0
- Mangansulfat 0,05
- Agar 10,0

Verschiedene Versuche hatten gezeigt, dass der Zusatz von Tween 80, Citrat und Acetat zu Kulturmedien zu einem besseren Wachstum von Laktobazillen führt.